# Hiệp định Paris (1814)
Hiệp định Paris 1814 là một hiệp ước chấm dứt chiến tranh được ký vào ngày 30 tháng 5 năm 1814 giữa hai phe Đệ nhất Đế chế Pháp và Liên minh 6 quốc gia chống Pháp trong giai đoạn chiến tranh chinh phạt của Napoleon. Hiệp định này được ký sau hòa ước đình chiến trước đó (ngày 23 tháng 4) giữa vua Charles X, bá tước Artois và các đồng minh. Hiệp định đặt lại biên giới Pháp dưới thời Hoàng tộc Bourbon và khôi phục lãnh thổ cho các quốc gia khác. Đôi khi nó được gọi là Nền hoà bình đầu tiên, giống như điều xảy ra tiếp theo vào năm 1815.